# 鯖江市役所JK課
鯖江市役所JK課（さばえしやくしょジェイケイか）は、福井県鯖江市に発足した市民協働推進プロジェクト。「JK課」は仮想的な課名であり正規の行政組織ではないが、鯖江市内在住あるいは市内の高等学校・高等専門学校の女子高生がメンバーとなってまちづくり活動を行っている。

## 概要
これまで、市役所や公共サービスに直接関わることの少なかった市民である地元の女子高校生たちが主役で、柔軟な視点で自分たちのまちを楽しく面白くしていくための新しい企画やアイディアを形にしていこうと、福井県出身のプロデューサー若新雄純の企画を元に鯖江市が発足させた。
現在では女子高生の略語として知られている「JK」であるが、元々は2000年代初頭の出会い系サイト全盛期の頃に、援助交際を行っていた大人が隠語として使用していた、れっきとした児童買春・人身売買由来の言葉であり、その後の2000年後半頃からの「KY」ブームで、女子高生自らがJKと自称するようになり、2010年代以降は一般人にも浸透したという経緯がある。
そのため、2014年にプロジェクト発足の構想が発表されると、「名称のJKは隠語ではないか」「行政が使うにはふさわしくない」などの批判の電子メールが鯖江市役所に届いた。そのなかで、初期のメンバー13人でプロジェクトが始動した。
鯖江市は、「市民主役条例」を制定するなど、市民参加による住民自治や新しいまちづくりを進めてきた。これもその一環で、実験的な公共事業のひとつである。「自分たちのまちは自分たちでつくる」という基本理念のもと、地域活性化の新しい自治体モデルを模索・提案していくという。若い感性で行政と市民の垣根を取り払い、まちを活性化させるのが狙いである。鯖江市総務部市民協働課と鯖江市民主役条例推進委員会が窓口となっている。
2017年に鯖江市は「鯖江市JK課」の商標登録を申請し、翌2018年に商標として登録された（登録番号第6050002号）。

## 沿革
- 2014年4月14日 - 発足[7]
- 2015年5月2日 - 前年から活動を続ける2年生に、1年生を加えた計13人で、2期生が活動開始。
- 2016年 - 総務省の平成27年度ふるさとづくり大賞を受賞（鯖江市が自治体表彰）[8]
- 2018年 - 国土交通省の平成30年度地域づくり表彰において、全国地域づくり推進協議会会長賞を受賞[9]。
- 2019年 - 日本経営協会が主催する第11回協働まちづくり表彰においてグランプリを受賞[3][10]。

## 活動内容
活動内容については、週1、2回程度のメンバーの会合を開いて、話し合いで決める。初年度は22の催しの企画や運営に携わり、地域を盛り上げる活動を行った実績がある。2014年（平成26年）7月には、鯖江市図書館で使用できる空席情報アプリ「sabota」の運用を開始した。
その他には、ごみ拾いイベント（ピカピカプラン）やオリジナルスイーツづくり、ローソンとの商品企画開発なども行っている。

## 活動への影響
2018年の段階で、メンバーが47人で構成されており、初期のメンバー13人中12人が福井県内に在住するようになった。また、メンバーの多くがJK課の活動を通して鯖江が好きになったと話している。この活動によって、本来行政に参加しなかった男子高校生が市民団体に参加したり、新たなプロジェクトとして鯖江市OC課も発足するなどの行政への市民参加の効果が出ている。
鯖江市役所JK課の活動は、「平成27年度ふるさとづくり大賞」を受賞するなどの評価も受けるだけでなく、200団体以上の視察もあった。また、鯖江市の活動を参考にして、滋賀県湖南市や鳥取県日野郡日野町でも鯖江市同様に「JK課」を発足させている。